# Scilla huanica
Scilla huanica är en sparrisväxtart som beskrevs av Karl von Poellnitz. Scilla huanica ingår i släktet blåstjärnesläktet, och familjen sparrisväxter. Inga underarter finns listade i Catalogue of Life.